# Lupao
Lupao è una municipalità di quarta classe delle Filippine, situata nella Provincia di Nueva Ecija, nella regione di Luzon Centrale.
Lupao è formata da 24 baranggay:
- Agupalo Este
- Agupalo Weste
- Alalay Chica
- Alalay Grande
- Bagong Flores
- Balbalungao
- Burgos
- Cordero
- J.U. Tienzo (Arimal)
- Mapangpang
- Namulandayan
- Parista

- Poblacion East
- Poblacion North
- Poblacion South
- Poblacion West
- Salvacion I
- Salvacion II
- San Antonio Este
- San Antonio Weste
- San Isidro
- San Pedro
- San Roque
- Santo Domingo